# 庫維卡爾角
66°15′12.7″S 66°58′09″W / 66.253528°S 66.96917°W

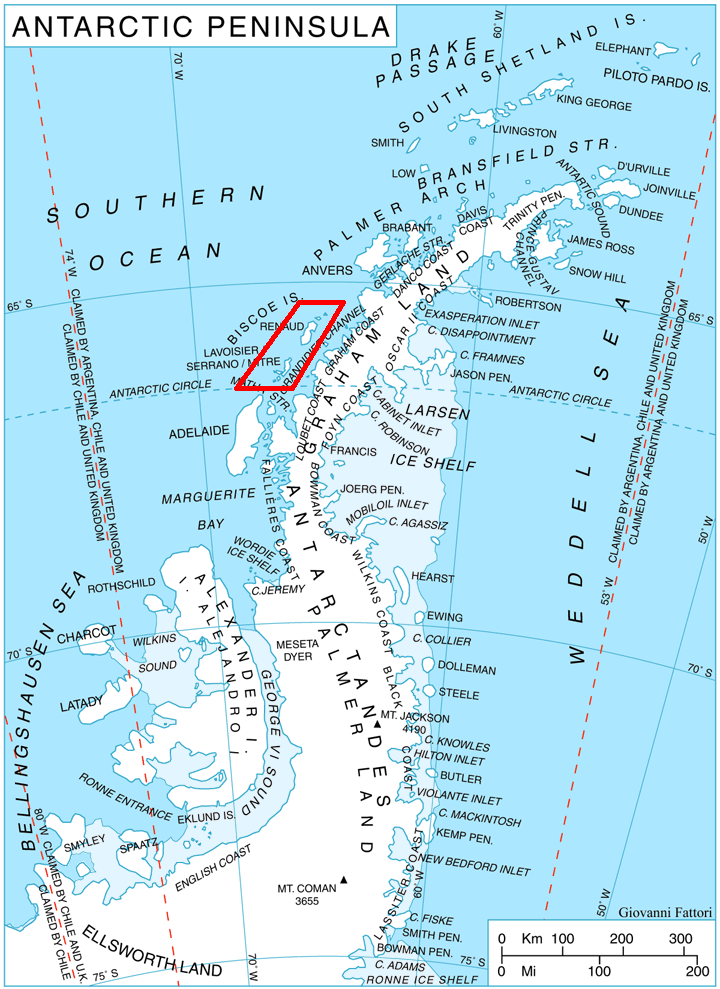

庫維卡爾角（Kuvikal Point），是南極洲的海岬，位於埃德霍爾姆角東南面4.3公里和伯頓角以西4.1公里，處於特蘭斯米里斯卡灣入口處東部，以保加利亞山峰命名，現時由南極條約體系管理。